# Tadeusz Grochowalski
Tadeusz Władysław Grochowalski (ur. 1887, zm. 31 grudnia 1919 w Łucku) – podpułkownik pilot Wojska Polskiego.

## Życiorys
Urodził się w rodzinie ziemiańskiej na Kijowszczyźnie. Był zawodowym oficerem armii Imperium Rosyjskiego. Podczas I wojny światowej latał w lotnictwie rosyjskim. Od grudnia 1917 roku był organizatorem i dowódcą I Polskiego Oddziału Awiacyjnego Bojowego w składzie II Korpusu Polskiego w Rosji. 11 maja 1918 roku walczył w bitwie pod Kaniowem, po zakończeniu której dostał się do niemieckiej niewoli. Początkowo przebywał w obozie jenieckim w Białej Podlaskiej, a następnie w Forcie „Graf Berg” Twierdzy Brzeskiej.
Wstąpił do polskiego lotnictwa, 21 grudnia 1918 roku został wyznaczony na stanowisko dowódcy 1 eskadry lotniczej w Warszawie. Następnie po wybuchu powstania wielkopolskiego udał się tam pomagając w tworzeniu tamtejszego lotnictwa. 14 lutego 1919 roku został organizatorem i pierwszym dowódcą 2 Wielkopolskiej eskadry lotniczej. 6 marca 1919 roku przystąpił do organizacji 3 Wielkopolskiej eskadry lotniczej polnej, którą dowodził do 19 kwietnia tego roku. Został pierwszym dowódcą I Wielkopolskiej Grupy Lotniczej. 23 maja 1919 roku Komisariat Naczelnej Rady Ludowej, na wniosek głównodowodzącego Sił Zbrojnych Polskich w byłym zaborze pruskim, generała piechoty Józefa Dowbor-Muśnickiego, mianował go majorem wojsk lotniczych ze starszeństwem, które miało być ustalone później.
Dekretem nr 177 z dn. 24 czerwca 1919 r. Naczelnej Rady Ludowej w Poznaniu zostaje awansowany na stopień podpułkownika. 28 września 1919 r. z inicjatywy czasopisma lotniczego Polska Flota Napowietrzna zorganizowano na lotnisku Poznań-Ławica pierwsze w Polsce po odzyskaniu niepodległości zawody i pokazy lotnicze.  Pilot Tadeusz Grochowalski był uczestnikiem zawodów, był jednym z najlepszych pilotów, otrzymał I nagrodę na tych zawodach.
15 listopada 1919 roku został szefem Oddziału IIIb Lotnictwa Dowództwa Frontu Wielkopolskiego. Zmarł 31 grudnia 1919 roku w Łucku, w czasie urlopu, na zapalenie płuc.
Pośmiertnie został odznaczony Krzyżem Walecznych w 1921.